# スイスファミリーロビンソン
『スイスファミリーロビンソン』（Swiss Family Robinson）は、1960年のアメリカ映画。ディズニーのアドベンチャー映画で、スイスのヨハン・ダビット・ウィースによる児童文学作品『スイスのロビンソン』を原作とし、1925年の『絶海の危難』、また1940年の『新ロビンソン漂流記』に続く3度目の映画化になる。アメリカの年間興行収入で4位を記録した。
以前は日本語吹替版の『南海漂流』（日本RKO配給）、そして1973年のリバイバル上映時には『大漂流記』（ブエナ・ビスタ配給）という題で公開された。

## ストーリー
ロビンソン一家は乗っていた船が難破し、無人島へ流れ着く。一家は団結してサバイバル生活を始めるが、ある日、海賊が島を訪れる…。

## 登場人物
フランツ・ロビンソン
演：ジョン・ミルズ
ロビンソン一家の家長。
アンナ・ロビンソン
演：ドロシー・マクガイア
フランツの妻。
フリッツ・ロビンソン
演：ジェームズ・マッカーサー
ロビンソン家の長男。
アーンスト・ロビンソン
演：トミー・カーク
ロビンソン家の次男。
フランシス・ロビンソン
演：ケヴィン・コーコラン
ロビンソン家の末っ子。
海賊 クアラ
演：早川雪洲
ロベルタ
演：ジャネット・マンロー
海賊に囚われていた少女。
船長 モアランド
演：セシル・パーカー

## キャスト
| 役名       | 原語版声優               | 日本語吹替 | 日本語吹替 |
| 役名       | 原語版声優               | ソフト版   | 劇場公開版 |
| ---------- | ------------------------ | ---------- | ---------- |
| フランツ   | ジョン・ミルズ           | 内田稔     | 北山年夫   |
| アンナ     | ドロシー・マクガイア     | 福田公子   | 池真理子   |
| フリッツ   | ジェームズ・マッカーサー | 片岡弘貴   |            |
| アーンスト | トミー・カーク           | 江原正士   | 八代駿     |
| フランシス | ケヴィン・コーコラン     | 磯辺万沙子 |            |
| クアラ     | 早川雪洲                 | 石波義人   | 中村哲     |
| ロベルタ   | ジャネット・マンロー     | 佐直千恵子 |            |
| モアランド | セシル・パーカー         | 小山武宏   | 湊俊一     |

- ソフト版：VHS、DVD収録。Disney+ではリニューアル前まで配信されていた。
- 劇場公開版：1961年公開[6]。一時期、ディズニーデラックス（現：Disney+）での配信に使用されていた。その後2021年10月27日に同サービスのリニューアル（本国サービスとの統合）に伴い、配信が再開された。

## スタッフ
- 監督：ケン・アナキン
- 製作：ビル・アンダーソン
- 原作：ヨハン・ダビット・ウィース
- 脚本：ローウェル・ハウリー
- 撮影：ハリー・ワックスマン
- 音楽：ウィリアム・オルウィン

### 日本語版
劇場公開版
- 訳詞：奥山靉

ソフト版
- 演出：田島荘三
- 翻訳：トランスグローバル
- 調整：杉原日出弥
- 制作：DISNEY CHARACTER VOICES INTERNATIONAL, INC.